# 蔡吉春
蔡吉春（英文名：Jason Tsai，1951年5月17日—）著名旅英台灣籍企業家，台南一中，交通大學電信工程學學系62期（1973年）畢業，英國Aston大學企管碩士（MBA）畢業，英國英達科技集團董事長，英國泰爾福中文學校創校主席，蔡老齊文教公益基金會總裁。

## 簡歷
生於台灣台南關廟，五甲國小，台南市中，台南一中，交通大學電信工程學學系62期，英國Aston大學企管碩士畢業，曾任大同公司董事長林挺生的機要秘書，1982年外派英國大同公司先後擔任工程師，廠長，行銷處長。1990年成立Enta Technologies Ltd 英達科技公司，1996年成立Entanet International Ltd 英達網路國際公司，2003年成立Entamedia Ltd 英達媒體公司，蔡吉春擔任英達科技集團董事長，並於英國創辦泰爾福中文學校。

## 家庭
蔡吉春的夫人張月桃，兩人育有兩個兒子蔡曜仲，蔡豐仲。

## 事業

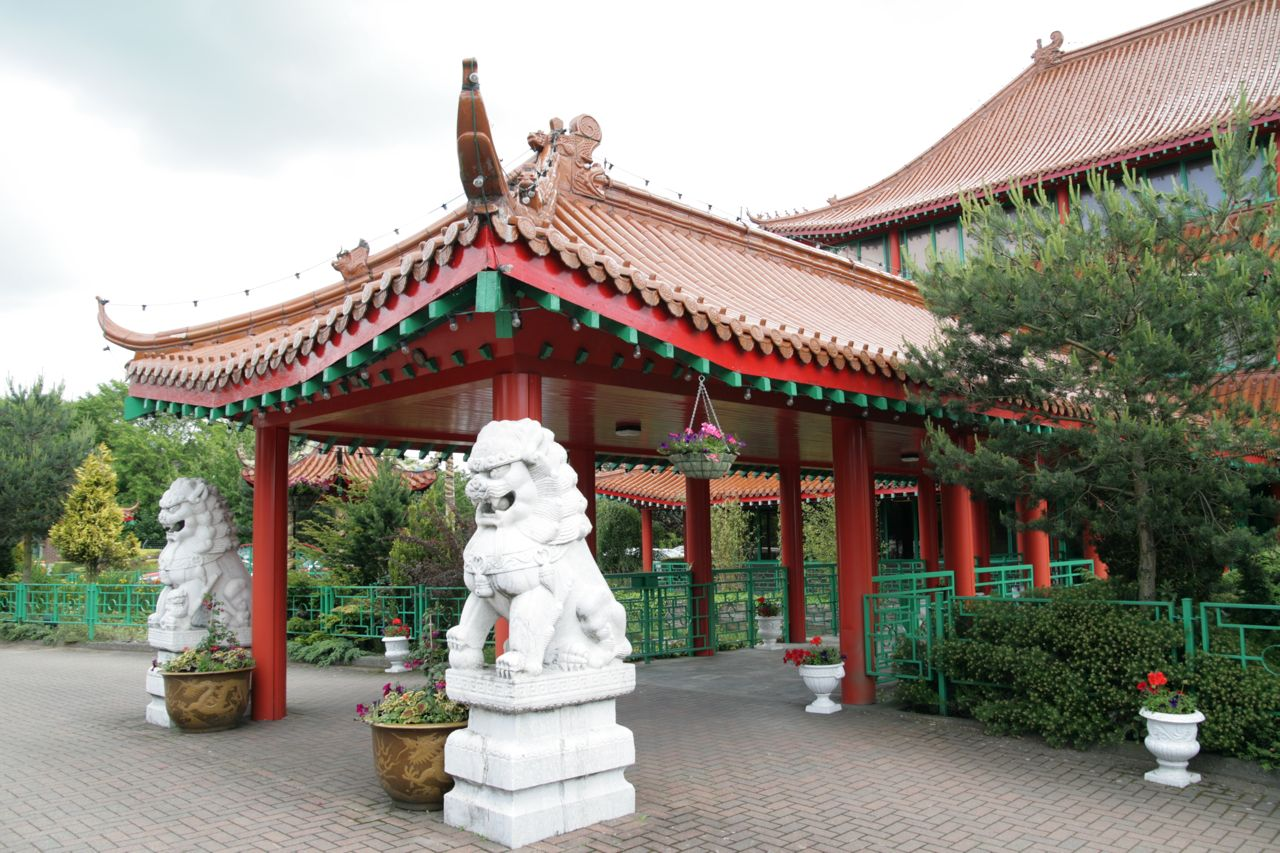
Enta Group HQ in Telford, UK

ENTA GROUP 英達集團旗下三家公司事業體：
- ENTATECH 英達科技
- ENTANET 英達網路
- ENTAMEDIA 英達媒體

## 藝術贊助與文化推廣
- 蔡老齊文教公益基金會
- 泰爾福中文學校
- 英達集團總部大樓設有蔡氏藝廊，收藏來自亞洲華人藝術家的油畫，雕塑，陶藝，傳統戲偶，詩集文學出版等多項作品。

## 榮譽
- 獲第四屆海外青年創業楷模表揚（1995年）
- 英國台灣商會會長（1998年）
- 歐洲台商會總會長（1999年）
- 中華民國僑務委員（2000年 - 2006年）
- 英國年度電信企業家獎（2010年）[1][2]